# Улица Трубецкого (Владикавказ)
Улица Трубецкого — улица во Владикавказе, Северная Осетия, Россия. Улица располагается в Иристонском муниципальном округе Владикавказа между улицами Лермонтовской и Пушкинской. Начинается от Лермонтовской улицы.

## История
Улица названа именем участника декабрьского восстания 1825 года Сергея Петровича Трубецкого.
Улица образовалась в начале XX века и впервые была отмечена на Плане города Владикавказа Терской области от 1911 года. Упоминается в Перечне улиц, площадей и переулков от 1925 года под наименованием улица Трубецкого.

## Достопримечательности
- д. 5 — Дом, в котором жил Герой Советского Союза А.Н. Карасёв. Памятник культурного наследия России (№ 1500000253[4]).

## Источник
- Владикавказ. Карта города, изд. РиК, Владикавказ, 2011
- Кадыков А. Н., Улицы, переулки, площади и проспекты г. Владикавказа: справочник, изд. Респект, Владикавказ, 2010, стр. 357, ISBN 978-5-905066-01-6
- Торчинов В. А., Владикавказ., Краткий историко-краеведческий справочник, Владикавказ, Северо-Осетинский научный центр, 1999, стр. 93, ISBN 5-93000-005-0